# Panamában történt légi közlekedési balesetek listája
A Panamában történt légi közlekedési balesetek listája mind a halálos áldozattal járó, mind pedig a kisebb balesetek, meghibásodások miatt történt, gyakran csak az adott légiforgalmi járművet érintő baleseteket is tartalmazza évenkénti bontásban.

## Panamában történt légi közlekedési balesetek

### 1981
- 1981. július 31., Marta Hill, Coclesito, Coclé tartomány. A Panamai Légierő FAP-205 lajstromjelű de Havilland Canada DHC–6 Twin Otter típusú repülőgépe eltűnt a radarokról. A gép roncsait később mentőcsapatok találták meg. A baleset oka ismeretlen. A gépen 5 utas és 2 fő személyzet volt, mindannyian életüket vesztették.[1][2]

### 1992
- 1992. június 6. 20:58 körül (helyi idő szerint), Tucutí, Darién Gap közelében. A Copa Airlines légitársaság 201-es járata (lajstromjele: HP-1205CMP), egy Boeing 737-204 Advanced típusú utasszállító repülőgép a pilóták hibái, illetve egyéb repüléstechnikai okok miatt lezuhant. A gépen 40 utas és 7 fő személyzet volt. Senki nem élte túl a balesetet.[3][4]

### 1994
- 1994. július 19., Colón közelében. Az Alas Chiricanas légitársaság 901-es járata, (lajstromjele: HP-1202AC), egy Embraer EMB 110 Bandeirante típusú utasszállító repülőgépen repülés közben bomba robbant, majd a gép lezuhant. A gépen 18 utas és 3 fő személyzet utazott, mindannyian életüket vesztették.[5][6][7]